# William Orchard-Hays
William Orchard-Hays (* 13. September 1918; † 2. November 1989 in Silver Spring, Maryland) war ein US-amerikanischer Mathematiker und Informatiker, der sich mit Mathematischer Optimierung, Informatik und Operations Research befasste.
Orchard-Hays war im Zweiten Weltkrieg in der U.S. Air Force und studierte danach Mathematik an der University of California, Los Angeles (UCLA) mit dem Bachelor-Abschluss 1951. Danach ging er als Programmierer zur Rand Corporation, an der 1952 seine Zusammenarbeit mit George Dantzig über die Software-Implementierung und Anpassung von dessen Simplex-Verfahrens in der Linearen Programmierung (LP) begann. 1954 war der erste kommerziell erhältliche LP-Code fertig. Er lief auf einer IBM 701. Er arbeitete zuverlässig auf Problemen bis etwa 100 Beschränkungen.
Danach verbesserte Orchard-Hays weiter Programme zur Linearen Optimierung und entwarf neue Algorithmen. Beispielsweise war er Berater bei IBM Mitte der 1960er Jahre bei deren Mathematical Programming System MPS/360. Mitte der 1970er Jahre entwickelte er für das National Bureau of Economic Research das Softwaresystem SESAME mit der Programmiersprache DATAMAT und arbeitete dann viereinhalb Jahre am Internationalen Institut für angewandte Systemanalyse (IIASA) in Laxenburg an Anwendungen mit diesem System. Ab 1980 arbeitete er für das Department of Energy (DOE) in den USA an der Entwicklung des Software Systems HLP30 (mit Daten-Management Sprache MDMS30) und überarbeitete die Software von deren National Coal Model. 1989 ging er in den Ruhestand.
Mit dem Aufkommen des Personal Computer entwickelte er auch hierfür Software-Implementationen zur Linearen Optimierung (BOSC LP-PC).
Er war verheiratet und hatte 11 Kinder.
Die Mathematical Optimization Society verleiht den Beale-Orchard-Hays Preis in Mathematischer Optimierung, der nach ihm und Martin Beale benannt ist.

## Schriften
- Advanced Linear Programming Computing Techniques, McGraw Hill 1968
- History of Mathematical Programming Systems. IEEE Annals of the History of Computing, Band 6, 1984, S. 296–312